# Natalika
Natalika — український музичний рок-гурт з Волині, створений у 2020 році. Гурт Natalika створює власні пісні в жанрі рок, хард-рок, фолк-рок, блюз-рок, реп-рок, поп-рок тощо. Авторка музики та аранжування — вокалістка та гітаристка гурту Наталія Горщар.

## Історія створення
З 2012 року Наталія Горщар виступала сольно як електроскрипалька, беручи участь у всеукраїнських та міжнародних фестивалях, державних та благодійних заходах.
2018 — Наталія почала писати власну музику та авторські пісні.
У червні 2020 у Луцьку створений гурт Natalika, до складу якого увійшли Наталія Горщар та її чоловік Сергій. Тоді ж відбулася прем'єра пісні та кліпу «Мені тісно» на слова Шмигін Микола Миколайович.
У травні 2021 р. Natalika випустила перший музичний альбом «Вітер змін», до якого увійшло 7 рок-композицій. Пісні з альбому взяло в ротацію Радіо RESPECT (92,3FM у Рівненській та Хмельницькій областях).
У 2022 Natalika брала участь у Національному відборі на Євробачення-2022.
В березні 2023 Natalika випустила другий альбом «На семи вітрах — пісні війни», до якого увійшло 20 пісень, написаних у період війни з лютого 2022 по лютий 2023 р. Альбом складається з 2-х дисків по 10 пісень на слова сучасних українських поетів та двох бонус-треків. Пісні з цього альбому взяло в ротацію Українське радіо (Луцьк 101,1 FM.). Тоді ж, у березні 2023 р. гурт офіційно зареєстрував свою назву Natalika. У травні 2023 р. колектив випустив третій студійний альбом «Дівчина-калина», до якого увійшло 8 композицій в стилі фольк-рок. Пісні з цього альбому взяло в ротацію Українське радіо (Луцьк 101,1 FM.).
У червні 2023 р. вийшов інструментальний альбом гурту «Ритми двох сердець» (51композиція).
У 2024 р. Natalika взяла участь у Національному відборі на пісенний конкурс «Євробачення»-2024.
У березні 2024 р. вийшов четвертий студійний альбом «Міцніше скелі», до якого увійшло 12 авторських рок-композицій.
У 2022—2023 рр. гурт організував благодійні концерти на підтримку ЗСУ та взяв участь у благодійних заходах.

## Дискографія

#### Усі пісні та аудіо
| - 2020 — «Мені тісно» - 2020 — «Дівчина-калина» - 2021 — «Вітер змін» - 2021 — «Містерія кохання» - 2021 — «Міцніше скелі» - 2021 — «Намалюю кохання» - 2021 — «Русяві коси» - 2021 — «Химери ночі» - 2021— «Я відпущу» - 2021 — «Чорно-білий блюз» - 2022 — «Биймо орду наповал» - 2022 — «Вона» - 2022 — «Вічне питання» - 2022 — «Віє вітер над степами» | - 2022 — «Добро і зло» - 2022 — «Козацький дух» - 2022 — «Малюй мене» - 2022— «На семи вітрах» - 2022 — «О, музико!» - 2022 — «Одні на всіх» - 2022 — «Поранення квітня» - 2022 — «Сірко пробудився» - 2022 — «Твої очі» - 2022— «Укради мені танка» - 2022 — «Ця ніч мине» - 2022 — «Не здавайся!» - 2023 — «Дякую, що відпустив» - 2023 — «Заберу я тебе» | - 2023 — «Заповіт українцям» - 2023 — «Карпатський жайвір» - 2023 — «Колисаночка» - 2023— «Моя Україна» - 2023 — «Ритми двох сердець» - 2023 — «Серце багряне» - 2023— «У жовтому-синьому морі» - 2023 — «Ворожка» — рок-версія - 2023 — «Червона калина» — рок-версія - 2023 — «Дивні очі» - 2023 — «Ніхто крім тебе» - 2023 — «По лезу бритви» - 2023 — «Вишию тобі я вишиванку» | - 2023 — «Лікуй її осінь» - 2023 — «Плакала калина» - 2023 — «Де ж ти, доле» - 2023 — «і Летить добра вість» - 2024 — «Ти мені віриш?» - 2024 — «Дув у полі холодний вітер» - 2024 — «Не одразу» - 2024 — «В полоні часу» - 2024 — «Сильні жінки» - 2024 — «Чи ти мене кличеш» - 2024 — Славень Слава Україні - 2024 — Мукачево — мій варош - 2024 — Аве Марія - 2024 — Сон уві сні |

### Музичні відео
| - 2020 — «Мені тісно» - 2020 — «Дівчина-калина» - 2021 — «Вітер змін» - 2021 — «Містерія кохання» - 2021 — «Міцніше скелі» - 2021 — «Намалюю кохання» - 2021 — «Русяві коси» - 2021 — «Химери ночі» - 2021— «Я відпущу» - 2021 — «Чорно-білий блюз» - 2022 — «Биймо орду наповал» - 2022 — «Вона» - 2022 — «Вічне питання» - 2022 — «Віє вітер над степами» - 2022 — «Добро і зло» - 2022 — Козацький дух" - 2022 — «Малюй мене» - 2022 — «На семи вітрах» | - 2022 — «О, музико!» - 2022 — «Одні на всіх» - 2022 — «Поранення квітня» - 2022 — «Сірко пробудився» - 2022 — «Твої очі» - 2022— «Укради мені танка» - 2022 — «Ця ніч мине» - 2022 — «Не здавайся» - 2023 — «Дякую, що відпустив» - 2023 — «Заберу я тебе» - 2023 — «Заповіт українцям» - 2023 — «Карпатський жайвір» - 2023 — «Колисаночка» - 2023— «Моя Україна» - 2023 — «Серце багряне» - 2023 — «У жовтому-синьому морі» - 2023 — «Ворожка» - 2023 — «Червона калина» | - 2023 — «Дивні очі» - 2023 — «Ніхто крім тебе» - 2023 — «По лезу бритви» - 2023 — «Вишию тобі я вишиванку» - 2023 — «Лікуй її осінь» - 2023 — «Плакала калина» - 2023 — «Де ж ти, доле» - 2023 — «і Летить добра вість» - 2024 — «Ти мені віриш» - 2024 — «Дув у полі холодний вітер» - 2024 — «Не одразу» - 2024 — «В полоні часу» - 2024 — «Сильні жінки». - 2024 — «Чи ти мене кличеш» - 2024 — Славень (Слава Україні Героям слава) - 2024 — Мукачево мій варош - 2024 — «Аве Марія» - 2024 — «Сон уві сні» |

### Студійні альбоми
● Травень 2021 — «Вітер змін».
● Березень 2023 — «На семи вітрах — пісні війни».
● Травень 2023 — «Дівчина-калина» (етно-фольк).
● Червень 2023 — «Ритми двох сердець».
● Березень 2024 — «Міцніше скелі».

### Презентації альбомів на ТБ
- Презентація першого музичного альбому «Вітер змін»[116].
- Презентація другого музичного альбому «На семи вітрах»[117].
- Презентація третього музичного альбому «Дівчина-калина»[118].
- Презентація четвертого альбому «Міцніше скелі»[119].

## Нагороди
- Переможець музичної премії Constellation UA 2020[120]
- Перша премія всеукраїнського фестивалю-конкурсу «Битва жанрів» (Київ)[121]
- Перша премія міжнародного фестивалю-конкурсу «Місто Лева» (Львів)[122]
- Перша премія міжнародного конкурсу талантів «Virtuoso» (Київ)[123]
- Перша премія міжнародного професійного конкурсу The Power of Music (Київ)[124].
- Перша премія міжнародного професійного конкурсу Constellation Ukraine-Europe (Київ)
- Перша премія музичного конкурсу Stars of Europe (Київ)[125]
- Перша премія міжнародного фестивалю-конкурсу «Єднаймо світ» (Львів)[126]
- Перша премія премія всеукраїнського фестивалю-конкурсу «Зірка української сцени» (Львів)[127]
- Друга премія міжнародного фестивалю-конкурсу «Перлини світових талантів» (Львів)[128]
- Перша премія Всеукраїнського туристичного фестивалю авторської пісні «Вітрила пригод» (Луцьк)
- Дипломант Всеукраїнського фестивалю співаної поезії та авторської пісні «Оберіг»

## Участь у фестивалях, концертах
- Виступ на фестивалі електронної музики ІТ Арена (Futureland Festival) разом з FankMaster брали участь у фестивалі
- 2018, 2019, 2020 — виступи на конкурсі-фестивалі «Червене вино», м. Мукачево*[129]
- 2019 — виступ на Дні міста Луцьк
- 2019 — виступ на Чемпіонаті України зі середньовічного бою «Середньовічний Лучеськ», Луцький замок[130]
- 2019 — виступ на Фестивалі громад великої Волині «Волинська княжна»[131]
- 2020 — виступ на XI Фестивалі авторської Патріотичної пісні «Рутенія» (на запрошення гітариста гурту«Рутенія» Григорій Лук'яненко, Київ)
- 2020, 2021 — Фестиваль авторської пісні та сучасної української поезії «Відкриті небеса», м. Київ.
- 2021 р. — концерт на Міжнародному спортивному фестивалі «Сеньйоріада»
- 2021 р. — почесний гість фестивалю Всеукраїнський фестиваль «Вітрила пригод»[132]
- 2021 р. — виступ на музичному фестивалі «Словоспів» (Рівне)
- 2021—2024 рр. — благодійні концерти на підтримку ЗСУ[133]
- благодійний концерт «Магія скрипки» у Мукачівському замку Паланок[134]
- сольний концерт «Романтична феєрія скрипки» у Чинадіївському замку «Сент Міклош»[135]
- Виступ на Фестивалі «З країни в Україну» (Мукачево), Country to ukraine culture USAID

## Гурт Natalika в соцмережах та на музплатформах
- Офіційний сайт гурту Natalika
- Канал гурту Natalika на YouTube
- гурт Natalika на Facebook
- гурт Natalika на Apple Music
- гурт Natalika на SoundCloud
- гурт Natalika на Spotify